# Adriatik (Divjaka)
Adriatik (albanisch auch Adriatiku) ist ein kleines Dorf in Albanien. Es liegt an einem abgelegenen Küstenstreifen der albanischen Adriaküste südwestlich der Lagune von Karavasta (albanisch Laguna e Karavastasë) in der Bashkia Divjaka. Vom nahen Meer leitet sich auch der Name des Dorfes ab.
Die Einwohnerzahl wird mit 35 Familien respektive Haushalten angegeben.

## Geographie

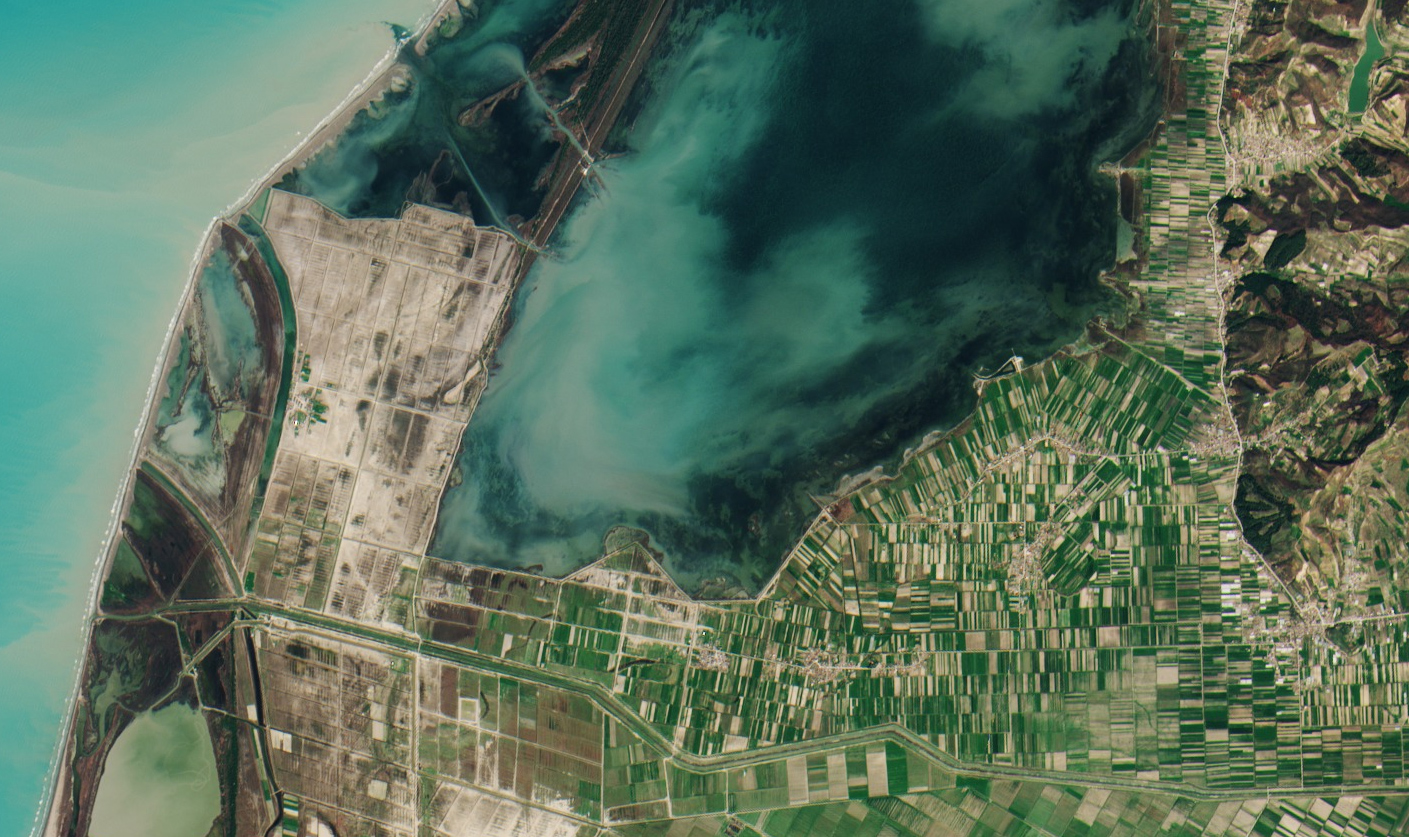
Adriatik im sandigen Bereich zwischen Lagune und Meer

Das Dorf liegt auf einem flachen Landstreifen zwischen der Lagune von Karavasta im Osten, der kleineren Godulla-Lagune im Norden, dem Adriatischen Meer im Westen und dem Fluss Seman im Süden. Unmittelbar westlich von der Siedlung liegt ein alter Mündungsarm des Seman. Ein rund ein Kilometer breites Feuchtgebiet – ein bedeutendes Vogelbrutgebiet – trennt das Altwasser vom Strand und dem offenen Meer. Im Osten sind es rund anderthalb Kilometer bis zur Karavasta-Lagune. Zwei Kilometer südlich verläuft ein Kanal zum Meer, der die große Myzeqe-Ebene entwässert. Drei bis vier Kilometer weiter südlich mäandert der Seman durch die Ebene der Küste entgegen.
Die fruchtbare Myzeqe-Ebene endet östlich von Adriatik. Nahe der Küste ist die Ebene sandig, trocken und karg: Adriatik – sozusagen auf Sand gebaut – wird umgeben von öder Bruch-Landschaft und Salzfeldern.
Der Küstenstreifen mit dem Dorf ist Teil des Nationalparks Divjaka-Karavasta und des gleichnamigen Ramsar-Schutzgebietes. Der sandige Uferstreifen, der die Godulla-Lagune vom Meer trennt, ist als Naturdenkmal geschützt.
Adriatik liegt auf der Straße 35 Kilometer westlich von Lushnja. Nach Divjaka am gegenüberliegenden, nordöstlichen Ende der Lagune sind es 25 Kilometer. Die nächstgelegenen, größeren Dörfer sind Karavasta (acht Kilometer) und Remas (elf Kilometer) im Osten.

## Geschichte

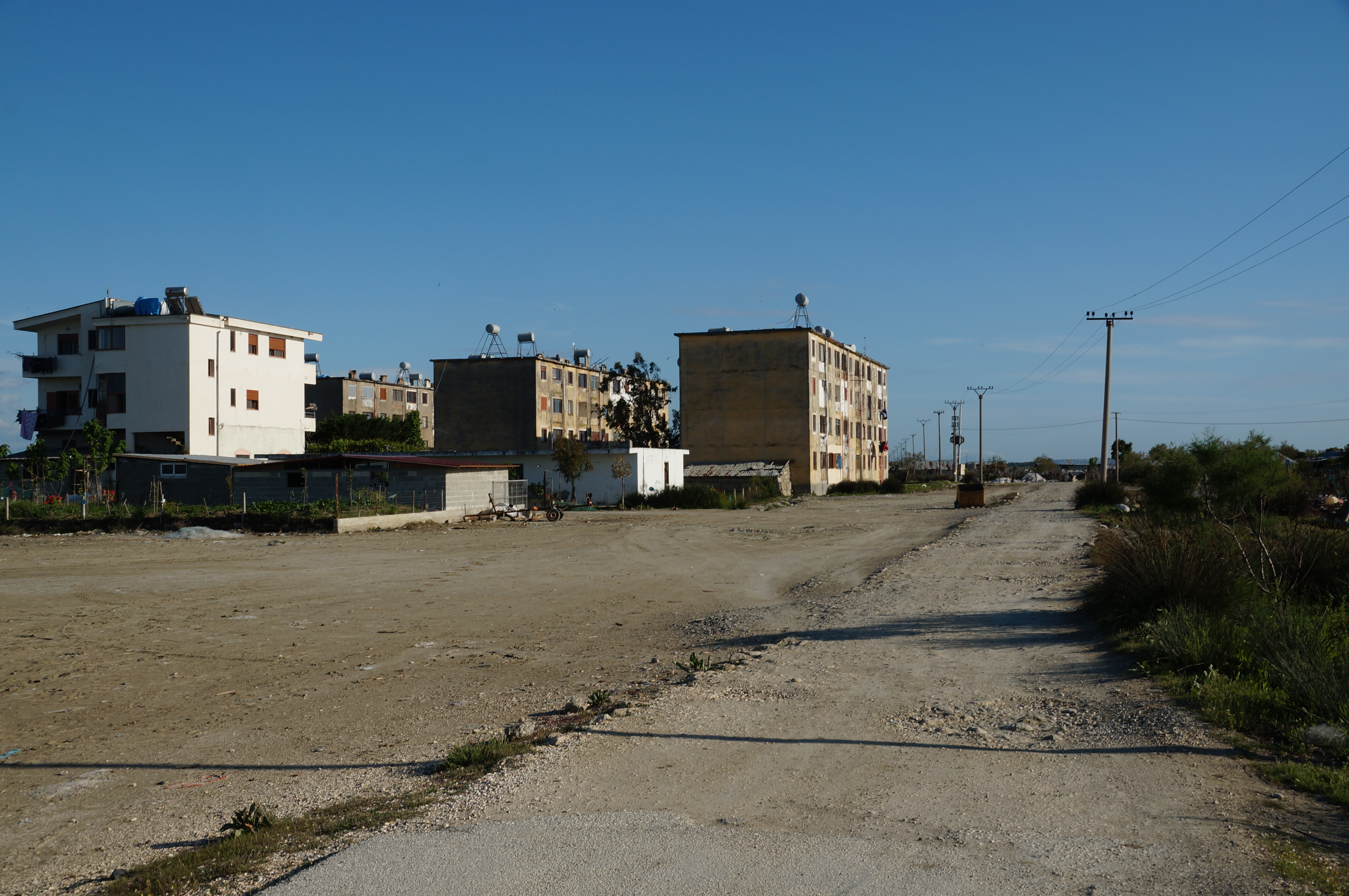
Die Plattenhäuser im Zentrum des Dorfes

Das Dorf Adriatik wurde als Wohnort für Internierte, politisch Verfolgte, die aus politischen Gründen oft mit der ganzen Familie vom kommunistischen Regime aus ihrer Heimat hierher verbannt wurden, errichtet. Die Bewohner mussten in der trockenen Ebene arbeiten und die Felder entsalzen. Auf Karten aus den 1980er Jahren und in Dokumenten aus den 1990er Jahren ist das Dorf noch als Sektor № 2 verzeichnet.
Nach dem Zusammenbruch des Kommunismus zogen rund 40 Familien aus ganz Albanien in das Dorf und übernahmen die leerstehenden Wohnungen. Die Einwohnerzahl wurde für Mitte der 1990er Jahre mit 670 Personen angegeben.
2013 wurde in Adriatik der Film Bota gedreht.
Bis 2015 gehörte Adriatik zur Komuna Rremas, die dann bei einer landesweiten Territorialreform in der Bashkia Divjaka aufging.
2016 wurde die Schule von Remas mit elf Schülern geschlossen.

## Infrastruktur

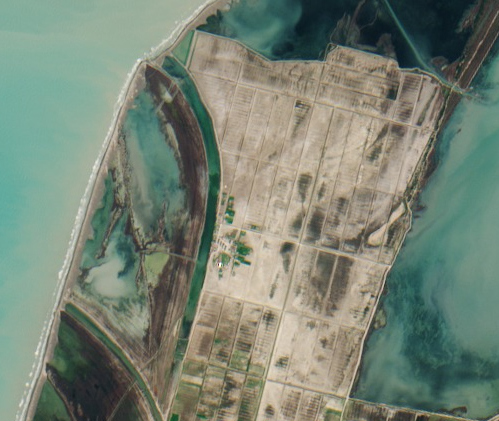
Adriatik mit seinen vier Mehrfamilienhäusern und die nähere Umgebung

Das Ortsbild von Adriatik wird geprägt von vier nebeneinander aufgereihten, viergeschossigen Mehrfamilienhäuser. Daneben steht noch die Schule und ein ehemaliges Verwaltungsgebäude. Rund herum verteilen sich einige wenige private Häuser und landwirtschaftlich genutzte Gebäude. Es gibt kaum Neubauten.
Die Straße nach Adriatik wurde zwischenzeitlich asphaltiert; zuvor galten die Dörfer der Region als nur sehr schwierig zu erreichen. Das Dorf lag sehr abgelegen.
Der Strand westlich des Dorfes ist kaum entwickelt. Im Sommer gibt es ein Restaurant.
Immer wieder bereitet die Versorgung durch Frischwasser den Bewohnern von Adriatik Probleme.